# Logan Driscoll
Logan Rylee Driscoll (Colorado Springs, Colorado, 3 de noviembre de 1997), más conocido como Logan Driscoll, es un jugador profesional estadounidense de béisbol que se desempeña en la posición de cácher en Tampa Bay Rays, equipo de las Grandes Ligas de Béisbol (MLB).

## Carrera
En 2024, Driscoll hizo su debut en la MLB con el equipo Tampa Bay Rays, donde lleva jugando una temporada.